# Зора Златковић
Зора Златковић (Београд, 8. септембар 1891 — Београд, 3. октобар 1956) била је југословенска и српска филмска и позоришна глумица.
Њен отац био је глумац Саве Тодоровића. Завршила је велику матуру и добила изузетно образовање. На сцени се појављује још у детињству, али се за глуму определила професионално тек 1910. године. Од тада је чланица Народног позоришта у Београду, где је и остварила своје најбоље улоге.

## Улоге
|                   | 1950 | Укупно |
| ----------------- | ---- | ------ |
| Дугометражни филм | 3    | 3      |

| Год.  | Назив          | Улога \|- style="background: Lavender; text-align:center; " | 1950-е | 1950-е | 1950-е | 1950-е |
| 1950. | Језеро         |                                                             |        |        |        |        |
| 1950. | Чудотворни мач | баба                                                        |        |        |        |        |
| 1950. | Црвени цвет    | Рудолфова мајка                                             |        |        |        |        |